# Marota
Marota é uma raça de cabra desenvolvida na região nordeste do Brasil. Recebeu este nome por serem consideradas brincalhonas, tranquilas ou marotas.

## História
Desde o descobrimento do Brasil, os portugueses trouxeram diversos tipos de cabra ao país, muitas foram deixadas principalmente no nordeste onde tiveram que se adaptar e sobreviver, desenvolvendo-se por séculos, resultando nos animais atuais. Atualmente a raça passa por um processo de preservação, recuperação e aprimoramento pela EMBRAPA junto a criadores por meio de núcleos.

## Risco de extinção
Assim como diversas raças de animais de origem portuguesa que foram trazidas ao Brasil - como bovinos, suínos, ovinos, etc - a Marota corre risco de extinção. Os criadores do nordeste estava trocando os plantéis de raças nativas por raças estrangeiras e utilizando as fêmeas da raça para cruzar com as estrangeiras para chegar ao puro de cruzamento, com isto estes animais foram se reduzindo a números críticos. Atualmente a preservação da raça tem como foco ter um caprino altamente adaptado ao bioma do semiárido nordestino com boa produção de carne e leite com foco em atender as famílias que habitam esta região trazendo melhor qualidade de vida.

## Características
A raça é de dupla aptidão para carne e couro, destacando-se por ser muito rústica, reduzindo bastante os custos de criação. Por ter se desenvolvido no semi-árido nordestino, se adapta bem a regiões de muito calor e a digestão de vegetação de baixo valor nutritivo. É um caprino de pequeno porte que consegue sobreviver bem digerindo gramíneas, folhas e ramos secos em épocas de estiagem (comum na caatinga) quando criado em regime extensivo explorando a vegetação nativa, pois compensa a baixa quantidade de proteína fornecida pela vegetação seca por outras plantas com maiores teores de proteínas como leguminosas típicas do bioma resistentes a seca que mantém índices altos de proteína, o que é um fator que reduz bastante os custos com criação. O animal sobrevive e se desenvolve nestas condições, o que é ideal para criações de subsistência ou criação comercial de baixo custo.
São animais pequenos com peso médio de 36 quilos e, por isto, pode até mesmo ser criada na cidade no quintal de casa se houver algum espaço e alimento (como feno e algum outro complemento - tendo cuidado para que no quintal não tenham plantas tóxicas) para suprir alguma necessidade em específico, por exemplo produção caseira de leite para criança com alergia a leite de vaca. Num primeiro momento, a raça pode não surpreender em termos de aparência, contudo o porte menor da raça permite uma maior quantidade de animais por hectare comparada a raças maiores, ganhando vantagens em termos de peso total e número de nascimentos, pois a raça é muito prolífica, sendo comum o nascimento de gêmeos e relativamente comum o parto de trigêmeos com mães de excelente habilidade maternal.

## Distribuição do plantel
A grande maioria dos animais estão concentrados no nordeste brasileiro.

## Melhoramentos genéticos
Com o auxílio da EMBRAPA, o plantel aos poucos tem produzido animais com melhor conformação física e qualidade de carcaça, além do aumento na produção de leite. A tendência no decorrer do tempo é a qualidade geral do rebanho melhorar, mantendo suas já conhecidas características como rusticidade, tamanho pequeno, tolerância ao calor, capacidade de digerir pastagens de baixa qualidade, prolificidade, etc.

## Valor genético
A raça tem despertado bastante interesse pelo fato de ser muito importante para a nutrição e a economia familiar fornecendo carne, couro, leite e seus derivados (com melhoramentos genéticos) e filhotes tanto para o consumo próprio como para o comércio. Por ter se adaptado bem a região nordeste do Brasil também tem sido levada para as regiões mais carentes do semiárido nordestino sendo distribuídos filhotes para as famílias e criados novos núcleos da raça. Além do que, pelo fato de ser adaptada a regiões quentes e capacidade de digerir vegetação de baixa qualidade, característica também presente no cerrado, onde a estiagem pode durar vários meses, dependendo das condições climáticas de cada ano, é ideal para um custo de produção extremamente baixo. Em um cenário de aquecimento global, raças rústicas e resistentes ao calor têm se valorizado o que torna estes animais numa ótima alternativa para as populações de regiões tropicais. A raça possui séculos de adaptabilidade à caatinga, a busca pelos genes que a torna tão adaptada podem levar a melhor aprimoramento e produtividade da raça e a um importante recurso genético para o melhoramento ou criação de novas raças de caprinos.